# حوزه انتخابیه چهارم اوهایو
حوزه انتخابیه چهارم اوهایو یک حوزه انتخابیه مجلس نمایندگان آمریکا است که در ایالت اوهایو قرار دارد.